# 01-99
«01-99» — советская короткометражная комедия 1959 года снятая на киностудии «Арменфильм» режиссёром Амасием Мартиросяном.

## Сюжет
Колхозники-виноградари отправляют для тестирования местному учёному-виноделу Погосу Погосяну бочонок коньяка. Проблема в том, что это ответственное дело было поручено Гарсевану, неравнодушного к коньяку, и по пути помаленьку пробуя порученный ему груз он напивается до безчувствия и падает на обочине. Проезжающая мимо молодая пара думает, что лежащий на обочине мужчина стал жертвой ДТП. Гарсвеан не может связать и двух слов, но бормочет «01-99», и молодые люди решают, что это госномер сбившей его машины (на самом деле это номер телефона учёного). Молодые люди обращаются в отделение милиции. Начинается неразбериха: Погоса путают с Петросом, бочонок уходит не в те руки, родственники водителя машины с действительно существующим номером 01-99 узнают о «случившемся» и бегут «извиняться» перед Гарсеваном. Недоразумения удаётся разрешить только в финале фильма, хотя сам Гарсеван так до конца и не понимает что же произошло и произошло ли вообще.

## В ролях
- Фрунзик Мкртчян — Гарсеван
- Мурад Костанян — Петрос, продавец
- Арман Котикян — Погос, получатель винного бочонка
- Анатолий Торгомян — Алик, инженер
- Лилия Оганесян — Арпик, врач
- Георгий Чепчян — Ашот
- Джемма Сарибекян — Амалия
- Аветик Джрагацпанян — лейтенант милиции
- Татул Дилакян — старшина милиции
- Артемий Айрапетян — Сето, возница
- Арам Амирбекян — покупатель
- Маис Карагезян — футболист

## Критика
Короткометражка «01-99» является, фактически, непритязательным юмористическим рассказом с почти анекдотической ситуацией в основе. …Фильм этот — не более чем лёгкая шутка, и он прошел бы не замеченным зрителем, если бы не талант Мкртчяна. Актер сумел придать своему персонажу запоминающийся характер.— Анри Вартанов - Фрунзе Мкртчян. — М.: Бюро пропаганды советского киноискусства, 1968. — 20 с. — с. 12
Один из первых фильмов актёра Фрунзика Мкртчяна, и его первая главная роль, фактический этот фильм открыл широкому зрителю этого актёра:

Но всеобщую признательность и известность Фрунзик Мкртчян обрел, выйдя на большой экран, в фильме «01—99». Мкртчян сыграл простого деревенского мужика, выпивоху Гарсевана. В фильме с почти анекдотическим сюжетом он создал сочный и яркий жизненный образ.— журнал «Театральная жизнь», 1985